# Fenestrulina inesae
Fenestrulina inesae är en mossdjursart som beskrevs av Souto, Reverter-Gil och Fernández-Pulpeiro 20. Fenestrulina inesae ingår i släktet Fenestrulina och familjen Microporellidae. Inga underarter finns listade i Catalogue of Life.